# جون باسيت
جون باسيت هو شخصية أعمال كندي، ولد في 25 أغسطس 1915 في أوتاوا في كندا، وتوفي في 27 أبريل 1998 في تورونتو في كندا.